# Euro-Jeep
Der Euro-Jeep Lkw 0,5 t ist ein Geländewagen-Prototyp. Die Hans Glas GmbH in Dingolfing stellte ihn 1964 dem Bundesamt für Wehrtechnik vor.

## Entwicklung
Grundlage des Projekts war der Plan der NATO, für Frankreich, Italien und Deutschland ein gemeinsames neues Militärfahrzeug zu entwickeln. Dieses Fahrzeug sollte in Frankreich den Hotchkiss M201, in Italien den Fiat Campagnola und in Deutschland den DKW Munga ersetzen. Dazu hatte das Bundesverteidigungsministerium mit etlichen Unternehmen Verhandlungen geführt, um die Entwicklung des geländegängigen, aber auch schwimmfähigen Klein-Lkw zu starten. Letztlich bildeten sich drei Unternehmensgruppen zur Entwicklung des neuen NATO-Einsatzfahrzeuges. Die erste Gruppe bestand aus Glas, MAN, Fiat und Renault. Die zweite Gruppe aus Büssing, Lancia und Hotchkiss und die dritte Gruppe aus NSU, Moto Guzzi und Panhard-Citroën.

## Euro-Jeep I
Das erste Funktionsmuster wurde von Glas im Jahr 1964 fertiggestellt und erhielt die Bezeichnung Lkw 0,25 t. Der erste Motor war ein 2,4-l-Vielstoffmotor von MAN, der entweder mit Benzin oder mit Diesel betrieben werden konnte. Dieser 2,4-l-Motor Typ L9094 FNV war der kleinste je gebaute Motor in der Geschichte von MAN. Die Karosserie war eine Stahlkonstruktion mit Längssicken. Das Fahrzeug bot 6 bis 8 Personen Platz. Es hatte extrem kleine Türen, um die Schwimmfähigkeit zu gewährleisten. Im Wasser erreichte der von zwei Schiffsschrauben angetriebene Euro-Jeep mit wannenartiger abgedichteter Karosserie eine Geschwindigkeit bis 9 km/h. Um die dabei entstehenden Wellen fernzuhalten, konnte ein Schwallwasserschutz am Bug heruntergeklappt werden. Die Höchstgeschwindigkeit betrug 95 km/h.

## Euro-Jeep II
Neben dem MAN-Motor experimentierte Glas auch mit weiteren Motoren. So wurde der 1,7-l-Motor aus dem Glas 1700 eingebaut, später, nach der Fusion mit BMW, auch ein 1,8-l- sowie ein 2,0-l-Motor aus dem BMW 2000. Das Getriebe verfügte über ein Vorgelege, so dass 8 Gänge nutzbar waren. Der Allradantrieb hatte mechanisch sperrbare Differentiale, außerdem konnte die Vorderachse vom Antrieb abgekoppelt werden. Die Höchstgeschwindigkeit mit dem 1,8-l-Motor mit 70 PS betrug 100 km/h. Mit dem 2,0-l-Motor mit 80 PS waren 105 km/h zu erreichen.

## Modellübersicht
| Fahrzeugtyp:                 | Euro-Jeep I MAN L9094 FNV | Euro-Jeep II Glas/BMW |
| ---------------------------- | --- | --- |
| Bauzeitraum:                 | 1964 bis Anfang 1970 | 1967 bis Mai 1970 |
| Motor:                       | Verschiedene Motorkonzepte wurden erprobt | Verschiedene Motorkonzepte wurden erprobt |
| Hubraum:                     | 2417 cm³ | 1682 / 1990 cm³ |
| Bohrung × Hub:               | 90 mm × 95 mm | 78 mm × 88 mm, 89 mm × 80 mm |
| Vergaser:                    | Direkteinspritzung; Solex 34 PDSIT—; Stromberg CDS 175                                                                                                  | Direkteinspritzung; Solex 34 PDSIT—; Stromberg CDS 175                                                                                                  |
| Verdichtung:                 | 23:1 bzw. 8,2:1 | 23:1 bzw. 8,2:1 |
| Leistung bei 1/min:          | 52 kW (70 PS) bei 3800 | 52 kW (70 PS) bei 4500 gültig für d. 1,7 l 59 kW (80 PS) bei 4800                                                                                       |
| Drehmoment bei 1/min:        | 137 Nm bei 2200 | 138/143 Nm bei 3000 |
| Antrieb:                     | Viergang-Schaltgetriebe, Hinterradantrieb; Frontantrieb zuschaltbar                                                                                     | Viergang-Schaltgetriebe, Hinterradantrieb; Frontantrieb zuschaltbar                                                                                     |
| Karosserie:                  | Selbsttragende Ganzstahlkarosserie, schwimmfähige Wanne                                                                                                 | Selbsttragende Ganzstahlkarosserie, schwimmfähige Wanne                                                                                                 |
| Fahrwerk:                    | Vorderradaufhängung: Einzelradaufhängung Dreiecksquerlenkern; Federbeine, Schraubenfedern Hinterradaufhängung: Längslenker, Federbeine, Schraubenfedern | Vorderradaufhängung: Einzelradaufhängung Dreiecksquerlenkern; Federbeine, Schraubenfedern Hinterradaufhängung: Längslenker, Federbeine, Schraubenfedern |
| Lenkung:                     | Schnecke - Rolle | Schnecke - Rolle |
| Bremsen:                     | Trommeln hydraulisch wirkend | Trommeln hydraulisch wirkend |
| Bereifung:                   | 7.0 R 16, auf 5.50x16 | 7.0 R 16, auf 5.50x16 |
| Radstand:                    | 1995 mm | 1995 mm |
| Maße L × B × H:              | 3780 mm × 1780 mm × 1835 mm | 3780 mm × 1780 mm × 1835 mm |
| Kofferraum:                  | 2500 Liter (Sitzbank geklappt) | 2500 Liter (Sitzbank geklappt) |
| Leergewicht (getankt):       | 1700 kg – 1900 kg je nach Motor | 1700 kg – 1900 kg je nach Motor |
| Zuladung:                    | 500 kg | 500 kg |
| Höchstgeschwindigkeit:       | 95 km/h | bis 105 km/h |
| Beschleunigung (0–100 km/h): | nicht bekannt | nicht bekannt |
| Kraftstofftank:              | 60 Liter | 60 Liter |
| Stückzahl:                   | ca. 15 | ca. 15 |

## Sonstiges
Ein Fahrzeug wurde nach Beendigung der Erprobung im Jahr 1972 der historischen Sammlung von BMW übergeben. Von 1970 bis 1972 wurde ein amphibisches Geländefahrzeug für 0,5 t Nutzlast basierend auf dem Glas-Entwurf weiterentwickelt, diesmal zusammen mit MBB und Bayer. Die Bodenwanne sollte aus einer zweiteiligen PUR-aufgeschäumten GFK-Struktur bestehen.